# كمال الدولة غريب
أمِيرُ العَرَب الأمِيرُ العَادِل كَمَال الدَّولة سَيفُ الدِّين أبو سِنَان غَرِيب بن مُحَمَّد بن مَقَن العُبادِي العُقَيلِي، من كبار أمراء بني عقيل، استلم نواحي عكبرا والراذانات من سنة 398 هـ من قرواش مع مالٍ أقرضه إياه، وأطلق له الحرية بين العرب، فسار إلى الأنبار ليقصد أبو علي الحسن بن ثمال، وكان ملكاً متمكناً في الدولة.

## نسبه
هو: سيف الدين غريب بن الشيخ الأمير محمد بن مَقَن بن المُقَلَّد الأَكْبَر بن جَعفَر بن عَمرو بن المَهيَا بن عَبد الرَحمن بن يزِيد بن عَبد الله بن زَيد بن قَيس بن حُوثَة بن طَهقَة بن رُبَيعَة بن حُزْن بن عُبَادَة بن عُقَيل بن كَعَب بن رَبِيعَة بن عَامِر بن صَعصَعَة بن مُعَاوِيَة بن بَكر بن هَوَازِن بن مَنصُور بن عِكرَمَة بن خَصفَة بن قَيس عَيلَان بن مُضَر بن نِزَاربن مَعَد بن عَدنَان.
الألقاب: أمِيرُ العَرَب، كَمَال الدَّولة، سَيفُ الدِّين، سيف الدولة، الأميرُ العادِل، عِمَاد المُسلِمِين.

## علاقاته مع آل المسيب

### في نزاع آل المسيب
في سنة 387 هـ أثناء مشاورة المقلَّد بن المسيَّب لأهل رأيه في محاربة أخيه، أشار رافع بن محمد بالحرب، وخالفه أخوه غريب فتنازعا، فدعا غريب إلى الموادعة وصلة الرحم، فكان رأيه سبباً في تهدئة النفوس حتى قدمت رهيلة بنت المسيَّب شافعةً، فأطلق المقلَّد أخاه وردَّ عليه ماله.

### حربه قرواش
في ربيع الأول من سنة 411 هـ، اجتمع غريب مع دبيس بن علي، واستقبلوا عسكرًا من بغداد، فخاضوا معركة حامية ضد معتمد الدولة قرواش ورافع الأقطع في كرخ سامراء. في هذه المعركة، انتصر غريب وحلفاؤه، وأُسر قرواش مع من كان معه، ونهبت خزائنه وأثقاله. استجار رافع الأقطع بغريب، فتكاتفوا وفتحوا تكريت عنوة، رغم عودة جيوش بغداد إليها بعد عشرة أيام. وبعد أن أُطلق سراح قرواش، توجه إلى سلطان بن الحسين بن ثمال أمير بني خفاجة طالبًا الدعم، غير أن غريب وحلفاءه كانوا على أهبة الاستعداد، فواجهوا جماعة من الأتراك المرسلين لنصرة قرواش، وهزموا خصومهم مجددًا في وقعة وقعت غرب الفرات.

### تحالفه مع قرواش ضد خفاجة
كان غريب من رفقاء قرواش في الدفاع عن الأنبار في سنة 417 هـ / 1026 حين اشتدت الغزوات عليه من قبيلة خفاجة بقيادة منيع بن حسان. فرافقه مع الأثير عنبر أثناء محاولاته صد هجمات خفاجة واستعادة السيطرة على الأنبار رغم مرض قرواش.

## علاقاته السياسية في عهد الدولة البويهية

### دوره في الصلح بين دبيس وجلال الدولة
ورد في الأخبار أنه في سنة 421 هـ / 1030 لما انهزم دبيس بن مزيد الأسدي من المقلد بن أبي الأغر بن مزيد ومن معه من عسكر جلال الدولة، مضى إلى السندية إلى نجدة الدولة كامل بن قراد، فاستصحبه إلى غريب، حتى أصلح أمره مع جلال الدولة وعسكره، وتكفّل به وضمن عنه عشرة آلاف دينار سابورية إذا أعيد إلى ولايته، فأجيب إلى ذلك وخلع عليه.

### لجوء الوزير أبي إسحاق  إلى حلة غريب
ذكر أنه في ربيع الأول من سنة 423 هـ تجددت الفتنة بين جلال الدولة والأتراك ببغداد، فطلب الأتراك الوزير أبو إسحاق السهلي، فهرب إلى حلة غريب. وفي ربيع الآخر خرج جلال الدولة نفسه إلى عكبرا، وهي من أعمال غريب، وذلك بعد أن استولى الأتراك على بغداد وخطبوا فيها لأبي كاليجار.

### إقامة مشرف الدولة وأبو القاسم المغربي في حلته
في فترة اضطرابات سياسية، غادر مشرف الدولة البويهي بغداد برفقة وزيره أبو القاسم المغربي، فتوجها إلى غريب في إحدى إقاماته، ونزلا عليه وأقاما في حِلته في أوانا.

## بنت غريب

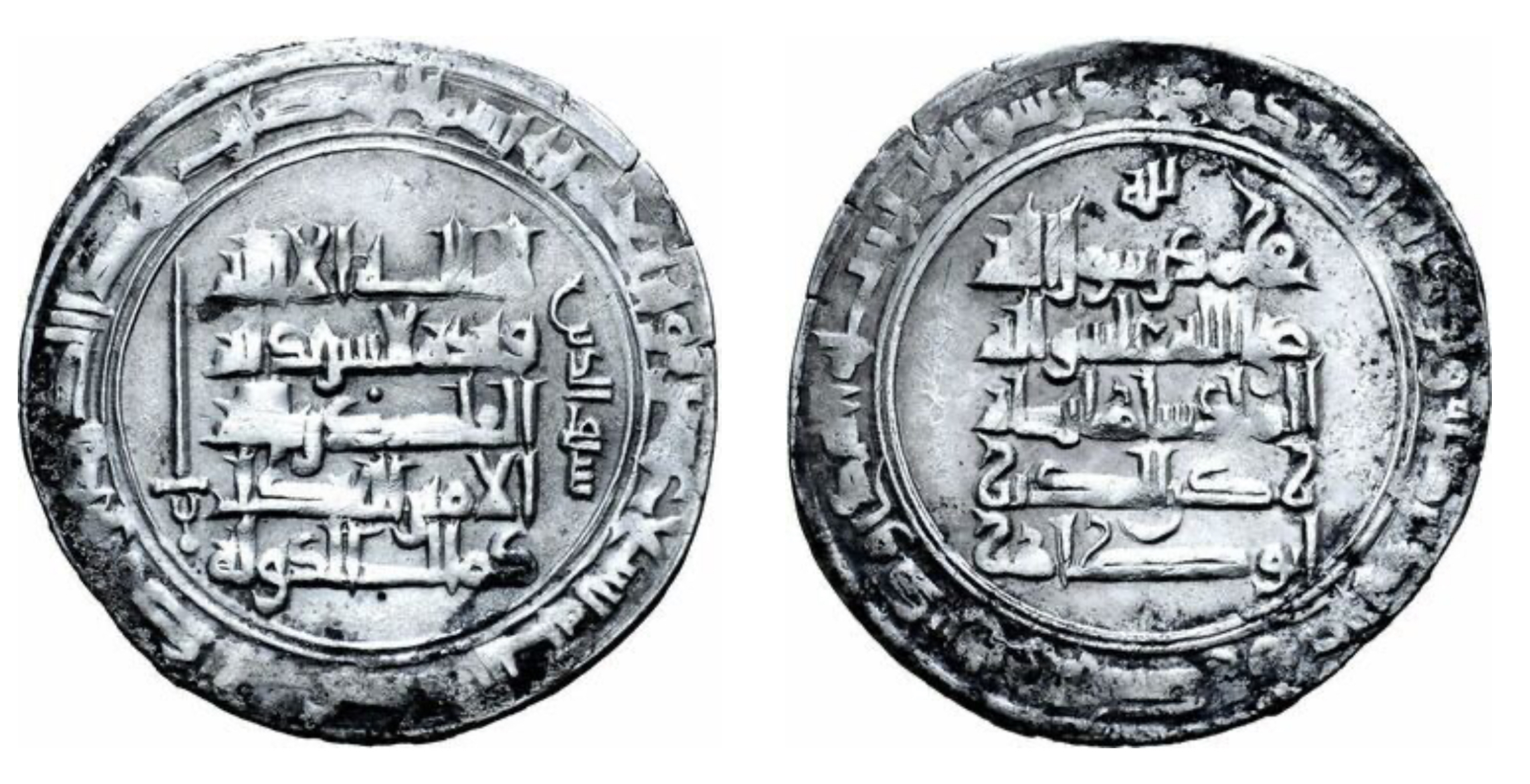
درهم سيفي ضربه غريب من الفضة في عكبرا سنة 419 هـ / 1028، على الخلف يظهر اسم أبو طاهر.

في سنة 448 هـ، أثناء اضطراب الأحوال ببغداد بعد طول مقام السلطان طغرلبك فيها، اتجهت جيوشه شمالاً نحو الموصل، فنهبت أوانا وعكبرا ثم حاصرت تكريت. وكان صاحبها نصر بن عيسى بن خميس (وقيل نصر بن علي بن خميس)، فقيل أنهم قتلوه قبل ذهابهم، وقيل أنه توفي بعد رحيلهم، فتولّت الأمر أمّه غريبة بنت غريب (وقيل اسمها أميرة). خافت أن يتولى الحكم أخوه أبو الغِشَّام، فقيل أنها قتلته، ثم استخلفت أبو الغنائم بن المحلبان على البلد، وغادرت تكريت إلى الموصل، حيث نزلت على دبيس بن مزيد، وتزوجها قريش بن بدران. وبعد وساطة أبي الغنائم مع السلطان، سُلّمت تكريت إلى طغرلبك.

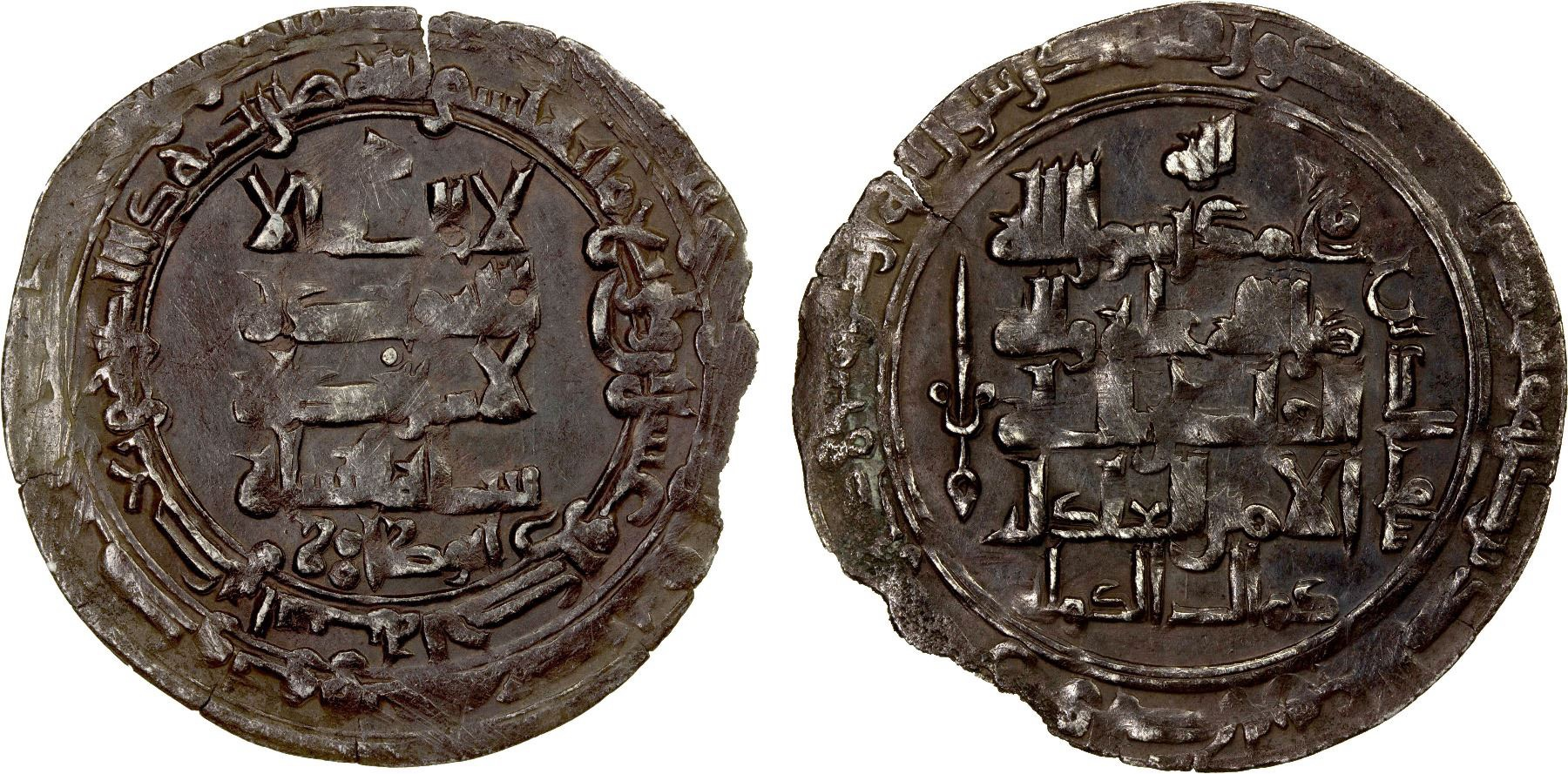
درهم سيفي ضربه غريب من الفضة في عكبرا، وعلى الأمام يظهر اسم أبو طاهر.

## وفاته
في أواخر حياته، قال غريب لقاضي سامراء: "هل في مالِك شيءٌ حلال؟" قال القاضي: "نعم! مائة درهم" فقال غريب: "هل لك أن تهب لي منها ثلاثين درهماً؟"قال: "نعم!". وفي قصة أخرى أمر غريب فنودي: "قد أحللت كل من لي عنده شيء فحللوني" كذلك فحللوه.
توفي غريب في ربيع الآخر من سنة 425 هـ / مارس 1034 في كرخ سامراء عن 70 سنة هـ. ضرب غريب دراهم والسكة باسمه، وسماها السيفية، وقام بالأمر بعده ابنه أبو الريان، وقيل ابنه سِنان، وخلَّف من المال زائداً على 500 ألف دينار. يقول ابن كثير بعد ذكر وفاته: رحمه الله وإيانا بمنِّهِ وكَرَمِهِ.